# Himne del Girona Futbol Club
L'himne oficial del Girona FC va ser estrenat el 6 de novembre de 2010 a l'Estadi Municipal de Montilivi. La lletra i la música va ser escrita i composta per Josep Thió, membre de Sopa de Cabra. La versió oficial és interpretada pel grup The Gruixut's. Substitueix a la sardana Girona m'enamora que el club usava com a himne antic. L'himne sona a les instal·lacions del Girona FC cada vegada que els equips del club disputen un partit, poc abans de l'inici del matx, i en el moment en què els jugadors salten al terreny de joc. També sol sonar amb motius festius i corejat pels aficionats per animar l'equip i festejar les victòries.

## Lletra[5]
Som vermells i blancs, som quatre rius a sota el cel
Estem units, germans i amics, ara no cal témer per res
Com canta la terra i com crida el nostre vent
Alcem les veus per néixer més valents
Mira al teu costat, ara ja som dos
Millor si som molts més, tots junts ho podem fer
Girona
Cantem tots junts
I cridem tots fort
Endavant!
És una cançó, un esperit que ens fa millors
Perquè som d'aquest paisatge, des del mar fins a ponent
Acceptem el repte, ens respectem de cap a peus
Però seguirem lluitant fins al final
Girona
Cantem tots junts
I cridem tots fort
Endavant!
Mira al teu costat, ara ja som dos
Millor si som molts més, tots junts ho podem fer
Girona
Cantem tots junts
I cridem tots fort
Endavant!